# الهلال (مجلة)
مجلة الهلال مجلة شهرية تصدر عن دار الهلال، أسسها جورجي زيدان سنة 1892 وصدر عددها الأول في 1 سبتمبر من العام نفسه، وهي بذلك تعد أول مجلة ثقافية شهرية عربية، وما زالت تصدر حتى اليوم.

## سبب التسمية
عن سبب تسمية المجلة باسم «الهلال» عدَّدَ جورجي زيدان ثلاثة أسباب:
- أولها: «تبركًا» بالهلال العثماني رفيع الشأن شعار «دولتنا العلية أيَّدها الله».
- وثانيها: «لأنها تظهر كل أول شهر كالهلال».
- وثالثها: «تفاؤلاً بنموّها مع الزمن حتى تكتمل بدرًا».

وقال زيدان أيضًا «نرجو أن تصادف خدمتنا استحسانًا لدى حضرات القراء».

## تنسيق أبواب المجلة على يد جورجي زيدان
عند إصداره مجلة الهلال، قام جورجي زيدان بكتابة بيان يطرح فيه مسوّغات إصدار المجلة ورسالتها والمجالات التي ستعنى بها، وتبويبها، وقد حدد ذلك كله في خمسة بنود وأبواب هي:
- باب «أشهر الحوادث وأعظم الرجال».
- باب «الروايات».
- باب «تاريخ الشهر».
- باب «المنتخبات من الأخبار».
- باب «التقريظ والانتقاد».

## جمع ورقمنة الأعداد الأولى من المجلة
في فبراير 2005 احتفلت مؤسسة دار الهلال بالنسخة الرقمية من الأعداد الأولي لمجلة الهلال، كما أعادت المؤسسة ـ في أواخر عهد مصطفى نبيل (رئيس تحرير الهلال الأسبق) إصدار الأعداد الأولى من المجلة مجمعة كل خمسة أعداد في مجلد واحد.

## روابط خارجية
- الهلال على موقع الموسوعة البريطانية (الإنجليزية)